# Tor Harald Hedberg
Tor Harald Hedberg (Estocolmo, 23 de março de 1862 - Estocolmo, 13 de julho de 1931) foi um escritor sueco. Escreveu romances e dramas que se situam entre o naturalismo e o simbolismo (Johan Ulfstjerna, 1907). Foi autor de numerosas biografias de artistas.